# Parco interprovinciale di Montioni
Il parco interprovinciale di Montioni è un'area naturale protetta della regione Toscana istituita nel 1998 e occupa una superficie di 6.399,00 ettari nelle province di  Grosseto e di  Livorno.

## Provvedimenti istitutivi
Il parco interprovinciale di Montioni è stato istituito con delibera C.P. n° 74 del 13.05.1998. Il parco rientra in parte nel sito di interesse regionale (SIR) n° B 21 "Bandite di Follonica".

## Territorio
Il parco si estende nella provincia di Grosseto per una superficie, in provincia di Grosseto, di 2.048 ettari, di cui 1.855 nel comune di Follonica e 193 nel comune di Massa Marittima; è stata istituita anche l'area contigua per una estensione di 1.229 ettari, nel comune di Follonica. Il territorio, posto ad una distanza media di circa 10 chilometri in linea d'aria dal Mar Tirreno, è caratterizzato dalla presenza di rilievi collinari di altezza massima intorno ai 300 m s.l.m. (Poggio al Chiecco 308 m s.l.m.).
Dal punto di vista fito-climatico, secondo Pavari, il parco rientra nel lauretum medio con siccità estiva. All'interno del perimetro del parco ma scorporati da esso sono presenti una cava di quarzite (Poggio Bufalaia e Speranzona) e la riserva naturale Poggio Tre Cancelli, quest'ultima di competenza statale e gestita dall'ASFD di Follonica.
I caratteri geologici vedono la presenza di varie unità tettoniche, rappresentate da formazioni di diaspri, calcari, torbiditi e palombini.

### Clima
Il clima rientra nel tipo sub-arido, con precipitazioni medie fra i 700–800 mm, con massimo a novembre. Le temperature medie annue si aggirano intorno ai 16-17 °C.

## Comuni
Provincia di Livorno: Suvereto, Campiglia Marittima e Piombino
Provincia di Grosseto: Follonica e Massa Marittima

## Fauna
La fauna è rappresentata da innumerevoli specie fra cui abbondano le ornitiche, gli insetti e, fra i mammiferi, ungulati come il capriolo (Capreolus capreolus, il daino (Dama dama) e il cinghiale (Sus scrofa). Sono presenti inoltre il lupo (Canis lupus), il gatto selvatico (Felis silvestris) e la martora (Martes martes).

## Flora
I rilievi collinare della riserva sono ricoperti da fitta vegetazione per lo più autoctona: bosco misto di latifoglie caducifoglie a prevalenza di cerro (Quercus cerris) e ceduo di sclerofille sempreverdi, sia a prevalenza di leccio (Quercus ilex) che di altre sclerofille mediterranee. Altre vegetazioni caratteristiche sono rappresentate dagli ex-coltivi colonizzati da nuove specie vegetali, particolarmente interessanti anche per la fauna, a vari stadi di sviluppo (gariga e macchia bassa). Un'altra tipologia vegetazionale è costituita dai rimboschimenti a prevalenza di pini esotici e conifere varie. L'agricoltura assume un aspetto marginale dal punto di vista quantitativo, con limitate coltivazioni a vigneto, oliveto e cereali.

## Punti di interesse
Il territorio è caratterizzato dalla presenza di testimonianze storiche ed artistiche: resti di insediamenti protostorici, etruschi e romani a cui si sovrappongono edifici medioevali come la Pievaccia, i ruderi del castello di Montioni Vecchio, le Terme di Montioni, e varie testimonianze di archeologia medioevale come le cave di allume.